# Over You (Girlicious)
Over You è il primo singolo tratto dal secondo album delle Girlicious, il primo dopo il passaggio dalla Geffen Records alla Universal Music Canada ed il primo dopo l'uscita di Tiffanie Anderson che lascia il gruppo nel giugno 2009, a causa di incomprensioni con le compagne e con la nuova casa discografica.
La canzone è stata prodotta da Maddscientist. Viene diffusa dalle radio canadesi a partire dal 25 dicembre 2009 ed è stata pubblicata tramite iTunes canadese a partire dal 5 gennaio 2010.La canzone è stata diffusa dalle radio canadesi il 25 dicembre 2009 ed è stata pubblicata tramite iTunes canadese a partire dal 5 gennaio 2010.

## Video
Originariamente era prevista la realizzazione di un video musicale per il singolo, ma l'uscita nell'aprile 2010 del secondo singolo tratto dall'album (Maniac), il video non è stato più realizzato.

## Classifiche
Il singolo entra, subito dopo la pubblicazione ufficiale, nella Canadian Hot 100, raggiungendo nella prima settimana la posizione numero 52. La canzone rimarrà in classifica per ben 11 settimane consecutive.
| Classifica       | Posizione |
| ---------------- | --------- |
| Canadian Hot 100 | 52        |

## Date di pubblicazione
- 25 dicembre 2009 (nelle radio)[2]
- 5 gennaio 2010 (versione digitale)[3]